# Chiloscyphus erosus
Chiloscyphus erosus là một loài Rêu trong họ Lophocoleaceae. Loài này được J.J. Engel mô tả khoa học đầu tiên năm 1997.